# Greystoke Castle

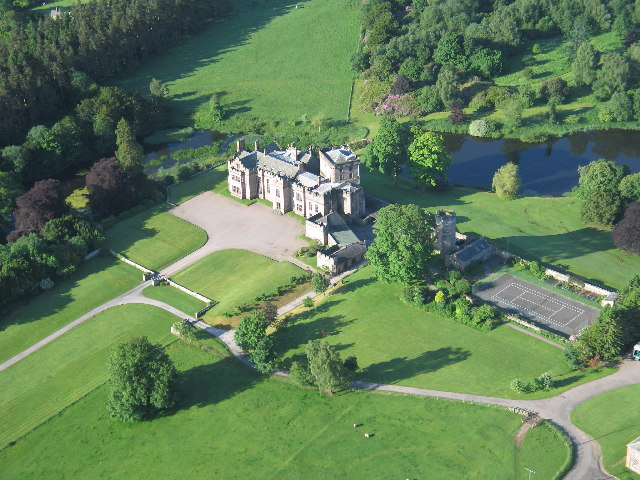
Greystoke Castle 2005

Greystoke Castle ist ein Schloss im Dorf Greystoke, etwa 8 km westlich von Penrith in der englischen Grafschaft Cumbria.

## Geschichte
1069, nach der normannischen Eroberung Englands, erhielt der englische Landeigner Ligulf de Greystoke seine Ländereien zurück und ließ darauf einen hölzernen Turm errichten, der von einer Palisade umgeben war. Das erste Steingebäude auf dem Gelände wurde 1129 im Auftrag von Ivo de Greystoke, seinem Enkel, gebaut. Das Gebäude wuchs zu einem großen Peel Tower und im 14. Jahrhundert, nachdem William de Greystoke, 2. Baron Greystoke, eine königliche Erlaubnis zur Befestigung (englisch Licence to Crenellate) erhalten hatte, wurde die Burg weiter vergrößert.
1571 befand sich die Burg im Besitz von Thomas Howard, 4. Duke of Norfolk und Earl Marshal von England, durch seine Heirat in die Familie Dacre, den früheren Besitzern. Die Howards waren Katholiken und Royalisten, und so wurde die Burg im englischen Bürgerkrieg von den Parlamentaristen unter General Lambert 1648 in Schutt und Asche gelegt.
1789 wurde die Burg zum Schloss umgebaut und vergrößert. Im Jahr 1838 und erneut im Jahr 1848 wurde das Schloss nach Plänen von Anthony Salvin in einer Weise umgebaut, dass die älteren Gebäude, wie der Peel Tower, integriert wurden. Das Schlossgelände ließ Charles Howard in einen modernen Bauernhof umgestalten. 1868 fing das Haus Feuer und so verbrannten viele Schätze und Kunstgegenstände. Unter Henry Howard wurde das Schloss erneut komplett neu aufgebaut, wiederum nach Plänen von Anthony Salvin.
Im Zweiten Weltkrieg wurden Schloss und Anwesen von der British Army requiriert und als Trainingsgelände für Panzerfahrer genutzt. Im Schloss selbst wurde ein Kriegsgefangenenlager eingerichtet. So wurden sowohl das Schlossgelände als auch das Schloss selbst in dieser Zeit stark beschädigt.Stafford Howard erbte das Anwesen 1950 und ließ es erneut umfassend restaurieren. Heute ist es in den Händen seines Sohnes, Neville Howard.
Das Schloss ist nicht öffentlich zugänglich, dient aber als Veranstaltungsort für Firmenfeiern, Managementtrainings im Freien, und Hochzeiten.